# Miguel Martinez (kolarz)
Miguel Martinez (ur. 17 stycznia 1976 w Fourchambault) – francuski kolarz górski, przełajowy i szosowy, dwukrotny medalista olimpijski, trzykrotny medalista mistrzostw świata, mistrz Europy i dwukrotny zdobywca Pucharu Świata MTB oraz dwukrotny medalista mistrzostw świata w kolarstwie przełajowym.

## Kariera
Pierwszy sukces w karierze Miguel Martinez osiągnął w 1993 roku, kiedy to wywalczył brązowy medal w kategorii juniorów podczas przełajowych mistrzostw świata w Azzano. Na rozgrywanych trzy lata później przełajowych mistrzostwach świata w Montreuil był najlepszy w kategorii U-23, a na mistrzostwach świata MTB w Cairns w tej samej kategorii wiekowej był drugi. W międzyczasie zdobył srebrny medal w cross-country na mistrzostwach świata MTB w Kirchzarten, przegrywając tylko z Bartem Brentjensem z Holandii. W 1996 roku brał także udział w igrzyskach olimpijskich w Atlancie, gdzie zajął trzecie miejsce za Brentjensem i Thomasem Frischknechtem ze Szwajcarii. Podczas MŚ MTB w Château-d'Œx (1997) i MŚ MTB w Mont-Sainte-Anne (1998) zwyciężał w cross-country w kategorii U-23. W 1999 roku zwyciężył na mistrzostwach Europy MTB w Porto de Mós oraz zdobył srebrny medal na mistrzostwach świata w Åre, gdzie wyprzedził go tylko Duńczyk Michael Rasmussen. To jednak rok 2000 był najlepszym w jego karierze. Na igrzyskach olimpijskich w Sydney został mistrzem olimpijskim, a podczas mistrzostw świata w Sierra Nevada został także mistrzem świata. Wystartował również na igrzyskach olimpijskich w Atenach w 2004 roku, jednak nie zdołał ukończyć rywalizacji w cross-country. Ponadto w sezonach 1997 i 2000 triumfował w klasyfikacji cross-country Pucharu Świata w kolarstwie górskim, w sezonach 1998 i 1999 był drugi, a w sezonach 1996 i 2001 zajmował trzecie miejsce. W 1996 roku został mistrzem Francji w kolarstwie górskim, a w latach 1997, 1998 i 1999 zdobywał srebrne medale. Startował także w wyścigach szosowych, jednak bez większych sukcesów. W 2002 roku wystąpił w Tour de France, kończąc cały wyścig na 44. pozycji w klasyfikacji generalnej.
Jego ojciec Mariano, wuj Martin oraz brat Yannick również byli kolarzami.